# زوج الأم

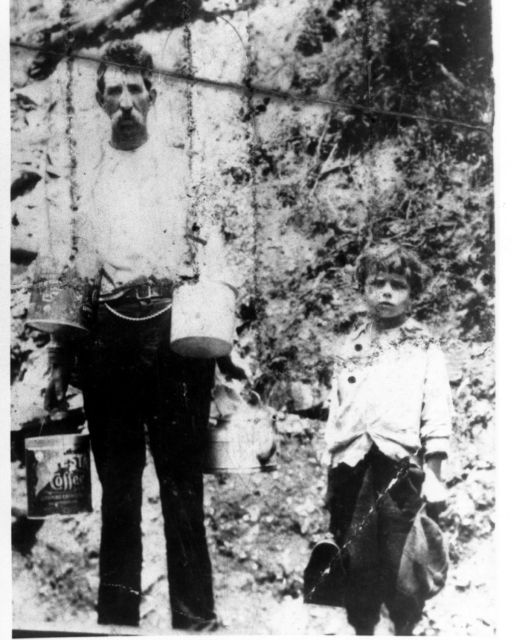
زوج الأم

زوج الأم أو الرَّابّ هو ذكر متزوج لأم لديها أطفال من زوج سابق، ويعتبر والدهم غير البيولوجي.